# Jimmie Logsdon
James Lloyd Logsdon, ook bekend als Jimmie Lloyd, (Panther, 1 april 1922 - Louisville, 7 oktober 2001) was een Amerikaanse country- en rockabilly-zanger en songwriter.

## Jeugd
Logsdon reisde tijdens zijn jeugd veel, aangezien zijn vader een poosje bij een circus werkte. Later werd deze pastoor en Logsdon begon daarom met zijn zus Mary Jean te zingen in het kerkkoor vanaf zijn 12e levensjaar. Toen de familie verhuisde naar zuidoostelijk Kentucky, werd de eerder door de gospelmuziek beïnvloedde Logsdon nu ook blootgesteld aan de landelijke country en blues. Later luisterde hij ook naar r&b en populaire muziek van Glenn Miller. In de highschoolband speelde hij klarinet en leerde hij ook gitaar spelen.
In de herfst van 1940, kort na het behalen van het schooldiploma, trouwde Logsdon en werd hij in 1944 opgeroepen voor de United States Air Force. Tijdens zijn legertijd in San Antonio luisterde hij naar honky-tonk-sterren als Ernest Tubb. Toen besloot hij om professionele muzikant te worden.

## Carrière
Na twee jaar legerdienst verhuisde Logsdon naar Louisville. In La Grange opende hij zijn eerste platenzaak en nam met een oud opnameapparaat enkele demo's op. Binnen afzienbare tijd richtte hij zijn eigen band op en reisde hij naar Cincinnati, waar hij voor Harvest Records zijn eerste platen opnam. De opnamen werden in dezelfde studio gemaakt, waarin Hank Williams twee jaar eerder zijn beroemde Lovesick Blues had opgenomen. In 1952 toerde Logsdon zelfs met Williams en raakte bevriend met hem. Williams trachtte Logsdon een platencontract te bezorgen in Nashville en nog in hetzelfde jaar tekende hij een contract bij Decca Records. Na de vroege dood van zijn vriend nam Logsdon ter ere van Williams de single The Death of Hank Williams / Hank Williams Sings The Blues No More op.
In 1953 werd zijn carrière succesvol bij de radio. Zijn doorbraak verwierf hij met de Country & Music Show bij WHAS-TV. Bovendien had hij een eigen radioshow, waarin hij sterren als Jim Reeves, Porter Wagoner, Elvis Presley, Merle Travis, Boyd Bennett, Les Paul en vele anderen interviewde.
Zijn platen verkochten echter niet zo goed meer. Logsdon verliet Decca in 1955 en was voor een korte periode onder contract bij Dot Records, waar hij ook geen succes kon boeken. In 1957 besloot hij om als Jimmy Lloyd over te stappen naar de rockabilly. Zijn vriend Vic McAlpin bezorgde hem een contract bij het onafhankelijke label Roulette Records. Zijn eerste single Where The Rio de Rosa Flows had hij al in San Antonio geschreven. In sommige regio's zoals Memphis werd de song een hit, die ook werd gecoverd door Carl Perkins, Ray Scott en Ken Copeland. In april 1958 volgde de tweede rockabilly-single I Got a Rocket In My Pocket, die hij samen had geschreven met McAlpin. Toen ook deze plaat niet kon doordringen tot de top 100, werd het contract met Logsdon ontbonden. Hij erkende dat hij reeds te oud was voor rockabilly.
Tijdens de jaren 1960 concentreerde Logsdon zich op zijn werk als diskjockey en schreef hij enkele hits voor Johnny Horton, Carl Perkins en de jazzmuzikant Woody Herman. In 1963 publiceerde hij een album bij King Records. In 1981 nam hij in Cincinnati de rockabilly-cd Now and Then I Think of the 50's op. Rusty York was de producent, die ook op de mondharmonica speelde op het album. In 1993 publiceerde Bear Family Records een album met Logsdons werken uit de jaren 1950.

## Overlijden
Jimmie Logsdon overleed in oktober 2001 op 79-jarige leeftijd. Zijn laatste jaren had hij doorgebracht in Louisville, waar hij zich sociaal bezighield en songs schreef.

## Discografie

### Singles
Harvest Records
- 195?: It's All Over (But the Shouting) / Road of Regret

Decca Records
- 1952: I Wanna Be Mama'd / That's When I Love You the Best
- 1953: The Death of Hank Williams / Hank Williams Sings The Blues No More
- 1953: The Love You Gave to Me / As Long As We're Together
- ####:	Let's Have a Happy Time / Where The Old Red River Flows
- ####:	Papaya Mama / In The Mission of St. Augustine
- ####:	Midnight Boogie / Good Deal Lucille
- ####:	These Lonesome Blues / My Sweet French Baby
- 1955: I'm Goin' Back to Tennessee / You Ain't Nothing But the Blues

Dot Records
- 1956: Midnight Blues / Cold Cold Rain

Starday Records
- 1957: Can't Make Up My Mind / No Longer Do I Cry (als Jimmie Logsden)

Roulette Records
- 1957:	Where the Rio De Rosa Flows / (We've Reached) The Beginning of the End (als Jimmy Lloyd)
- 1958: I Got a Rocket In My Pocket / You're Gone, Baby (als Jimmy Lloyd)

King Records
- ####: Mother's Flower Garden / I Know You're Married / I Know You're Married But I Love You Still / Mother's Flower Garden (EP)
- ####:	Life of Hank Williams, Part I / Life of Hank Williams, Part II
- ####:	Making Believe / I Guess I've Let You Down
- ####:	Daddy Don't You / The Loneliest Guy In Town
- ####:	I've Got Over You / I Have To Laugh

### Albums
- 1963: Howdy Neighbors
- 1969: Fireball Mail
- 1980: Doing It Hank’s Way
- 1981: Now and Then I Think of the 50’s
- 1993: I Got A Rocket In My Pocket (Bear Family Records)

- Bibliothèque nationale de France: cb17703095k (data)
- Gemeinsame Normdatei: 134863410
- International Standard Name Identifier: 0000 0000 8397 3721
- Library of Congress Control Number: no2004094910
- MusicBrainz: 53c7bfdd-b6fe-4120-b313-eb344ab3fcc8
- Virtual International Authority File: 79823090